# Äquilibrist

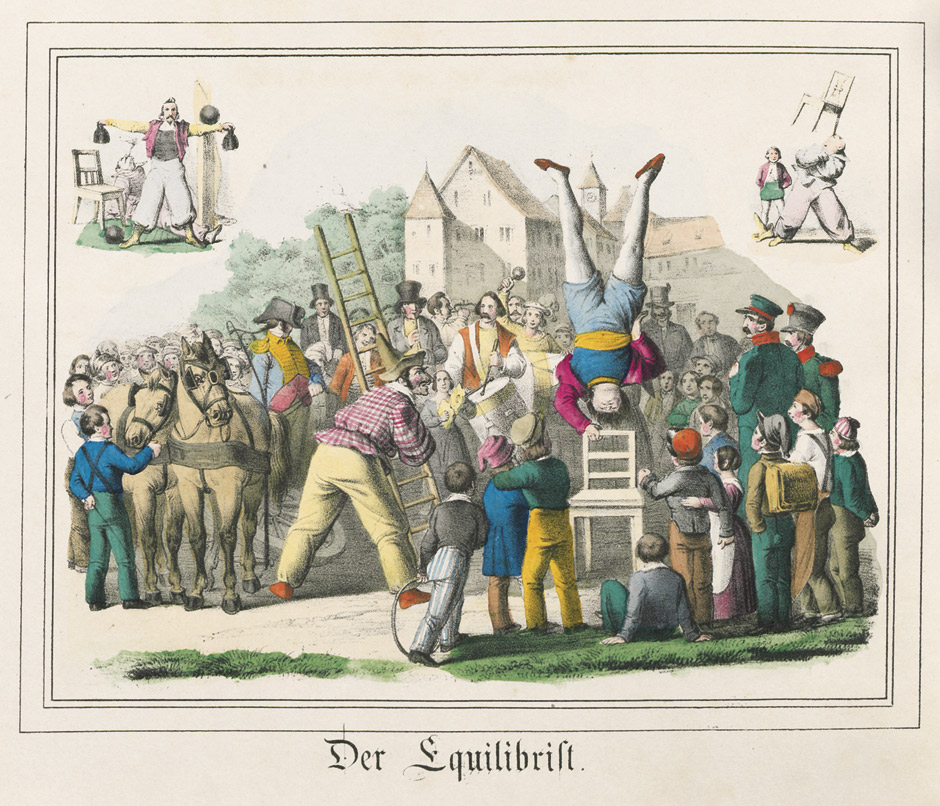
Der Equilibrist, Lithografie von Friedrich Bernhard Elias nach einer Zeichnung von Johann Friedrich Schlotterbeck, 1843

Ein Äquilibrist (von lat. Aequilibrium „Gleichgewicht“) ist ein Artist, der seinen Körper auf dem Seil und/oder Gegenständen balanciert und im Gleichgewicht hält. Die Kunst des Balancierens wird Äquilibristik oder Equilibristik genannt.
Unter die Äquilibristik fallen die Disziplinen
- Seiltanz
- Ikarier
- Einrad
- Handstandakrobatik